# Comtat de Castres de Lorena
El comtat de Castres a Lorena fou una jurisdicció feudal del Sacre Imperi Romanogermànic formada per l'antic pagus Castricensis, situat a la riba del Mosa, des de Donchéry al sud, fins a Mézières al nord a la confluència amb el riu Semois, cobrint els moderns cantons de Signy, Flize, Mézières, Rumigny i Monthermé. Al sud-est es trobava el comtat de Mouzon (pagus Mosomensis) amb els moderns cantons de Raucourt, Mouzon i Sedan. Els comtats de Mouzon i Castres foren atributs a Carles II el Calb en la partició del 9 d'agost del 870.
Al segle X només apareix un comte a Castres, de nom Erlebold. A la segona meitat del segle el comtat hauria passar a mans dels comtes de Verdun i una carta del 1005 anomena al que fou el comte Frederic de Verdun i les Ardenes 
com a comte de Castres. Es creu que el comtat de Mouzon va seguir el mateix camí però les fonts no esmenten cap comte ni cap persona portant el títol.
Vegeu: Erlebold de Castres.
Per herència el comtat hauria arribat a la meitat del segle XI al comte de Luxemburg. Matilde de Luxemburg (filla del comte Conrad I de Luxemburg) qualificada per Alberic de Trois-Fontaines com omtessa de Longwy i de Castres es va casar amb Godofreu de Bliesgau i hauria aportat una part del pagus Castricum com a dot. Godofreu i Matilde foren els pares de: Godofreu I que es va titular comte de Blieskastel (francès Castel, llatí Castrum), per residir al castell, i va morir vers 1127; de Folmar, que fou comte d'Hüneburg vers 1105-1133; i d'Helwida que es va casar amb Gerard, comte de Magúncia vers 1084-1106. En endavant el territori antic va restar repartir entre el comtat de Bliesgau (rebatejat comtat de Blieskastel) i el de Luxemburg.